# نعیم فراشری
نعیم فراشری (به آلبانیایی: Naim Frashëri) ‏(۲۵ مه ۱۸۴۶ – ۲۰ اکتبر ۱۹۰۰) شاعر و نویسنده و مترجم آلبانیایی سدهٔ نوزدهم و شاعر ملی آلبانی شناخته می‌شود. او همچنین آخرین و بزرگترین شاعر پارسی‌گوی آلبانی در قرن نوزدهم به‌شمار می‌آید.

## زندگی
محمدنعیم، در سال ۱۸۴۶ در روستای فراشر، حومهٔ داخلی بخش پرسمدی از ناحیهٔ مرکزی داغلی در جنوب آلبانی در یک خانوادهٔ نامدار متولد شد. پدرش خالد بیگ و پدربزرگش دورموش بیگ از خاندان مشهوری بودند که از روستای برات به فراشر کوچ کرده بودند. او هنوز کودک بود که پدرش درگذشت. برادر بزرگترش عبدالله فراشری یکی از معروف‌ترین سیاستمداران و آزادیخواهان آلبانی تحت سلطهٔ عثمانی بود، و برادر کوچکترش شمس‌الدین سامی فراشری، صاحب فرهنگ جامع ترکی و قاموس‌الاعلام از دانشمندان مشهور لغت ترک و تاریخ و جغرافیا بود.
نعیم آموزش‌های اولیه را در زادگاهش فراشر فراگرفت. معلم او در مکتب یک شیخ بکتاشی بود که به وی قرآن، احکام دین، دانش‌های پایه، و همچنین شعرهای فارسی و زبان ترکی عثمانی را تعلیم می‌داد.
در سال ۱۸۶۵ در نوزده سالگی همراه با برادرش سامی فراشری برای ادامهٔ تحصیل به شهر یوآنینا که در آن زمان مرکز ولایت یکی از ممالک تابع امپراتوری عثمانی بود رفتند و در یک مدرسهٔ متوسطهٔ یونانی ثبت نام کردند. نعیم در این مدرسه زبان‌های یونانی، ترکی و فرانسوی را به‌خوبی آموخت.
در سال ۱۸۷۱ به قسطنطنیه رفت و پس از مدتی کوتاه که در آنجا می‌زیست و به کار نویسندگی اشتغال داشت، مبتلا به سل شد. در همین زمان بود که برادرش شمس‌الدین سامی نیز به استانبول نزد وی آمد و با او در امر نویسندگی همکاری کرد.
نعیم پس از بهبودی مجدداً به یوآنینا مراجعت کرد و در آن شهر بود که اولین شعر خود را به فارسی به نام «تخیلات» سرود. در یوآنینا وی ابتدا در ادارهٔ گمرک که جزء ادارات حکومت عثمانی در آلبانی بود مشغول به کار شد. در سال ۱۸۸۲ به لحاظ فعالیت‌های سیاسی و شرکت در جنبش‌های آزادی‌خواهانه و استقلال‌طلبانه، ناگزیر از ترک وطن و اقامت اجباری در استانبول گردید. پس از مدتی به علت ابراز استعداد و تألیف و ترجمهٔ کتاب، به مستشاری وزارت معارف عثمانی منصوب شد و تا پایان زندگی در سال ۱۹۰۰ در آن شغل باقی بود. سال‌ها پس از مرگ او بود که بقایای جنازه‌اش را به تیرانا بردند و در آنجا به خاک سپردند.

## آثار نعیم فراشری

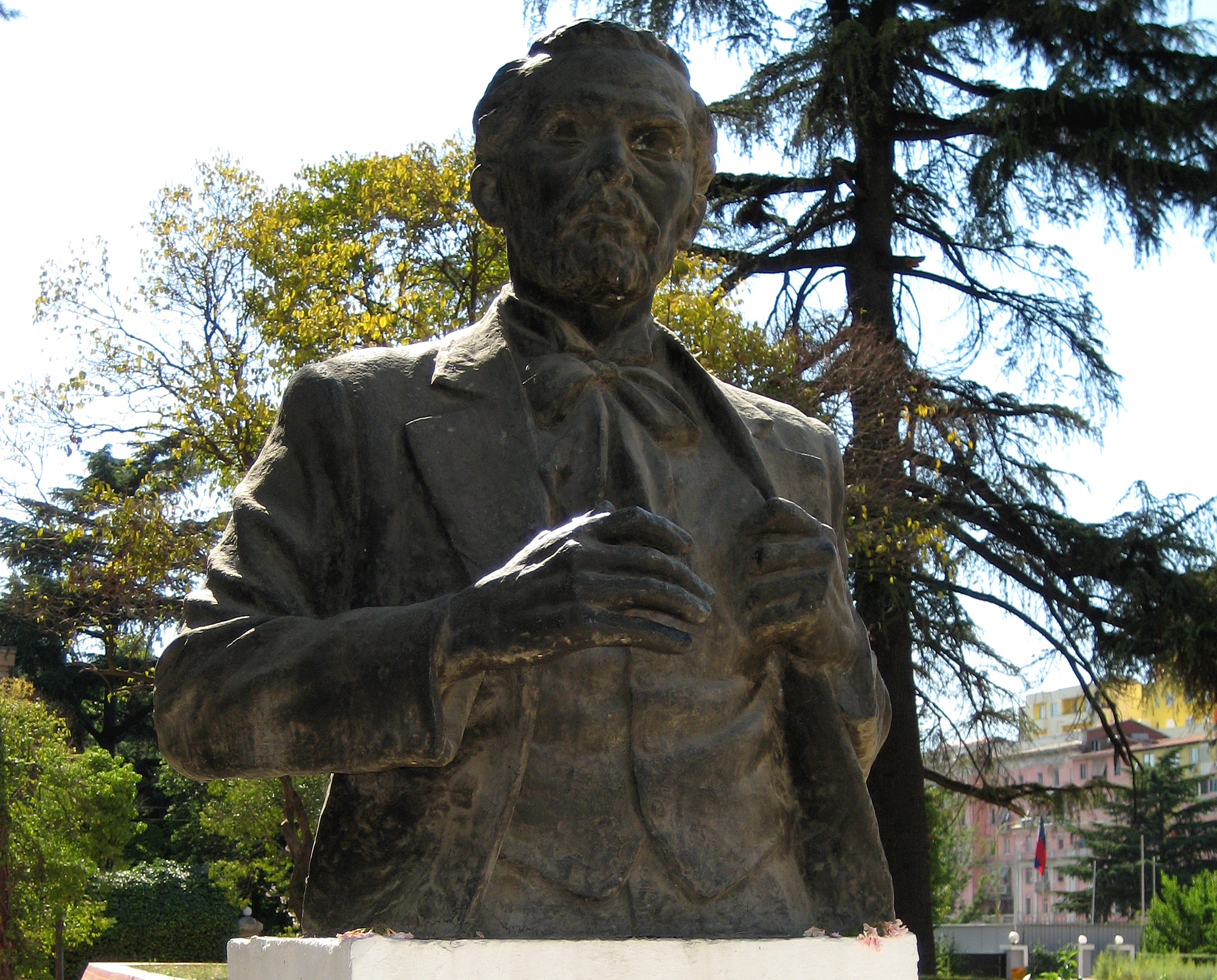
یادبود وی در تیرانا

نعیم فراشری یکی از برجسته‌ترین شاعران آلبانی در دورهٔ تجدید حیات ادبی و فرهنگی است که در نیمهٔ قرن نوزدهم در آلبانی جریان داشت. وی آثار زیادی به زبان آلبانی (آرنااوت) تألیف کرد.

مجموعهٔ اشعار او به زبان آلبانی با عنوان‌های «گلهای تابستان»، «کربلا»، «تاریخ اسکندر بیگ» و «اونیورسوم» در فاصلهٔ سال‌های ۱۸۹۲ تا ۱۸۹۸ سروده شد و تمام این آثار در بخارست (رومانی) چاپ و منتشر شد زیرا امکان انتشار آنها در امپراتوری عثمانی وجود نداشت.

آثار نعیم را در سه دسته تقسیم کرد:
1. اشعار غنایی همچون گلهای تابستان
2. اشعار حماسی مانند منظومه‌های حماسی کربلا و تاریخ اسکندر بیگ

- ۳. آثار آموزشی همچون تعدادی کتاب‌های درسی به زبان آلبانی، و تعالیم بکتاشیه که در ۱۸۹۵ به پایان رساند.[۳]

## نعیم فراشری و بکتاشیه

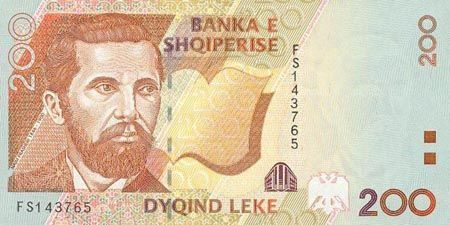
نمای وی بر اسکناس ۲۰۰ لکی

نعیم از پیروان طریقت بکتاشیه بود که مؤسس آن حاجی بکتاش ولی، سرحلقهٔ عارفان و صوفیان شیعهٔ آسیای صغیر در قرن سیزدهم میلادی بوده‌است. گرایش این طریقه به مذهب تشیع و به‌خصوص علاقهٔ بسیار پیروان آن به امامان شیعه اثنی‌عشری آنها را از دیگر طریقت‌های تصوف در عثمانی متمایز می‌ساخت.

طریقت بکتاشی در قرن هجدهم میلادی توسط پاشاهای آلبانی به آن کشور راه یافت. در سال ۱۸۲۶ زمانی که سلطان محمد دوم قشون ینی‌چری را در عثمانی منحل ساخت، بخش اعظم آنها که از پیروان بکتاشی بودند به آلبانی مهاجرت کردند و از این راه بکتاشیه در آلبانی توسعهٔ زیاد یافت و بعدها برای آزادی و استقلال کشور آلبانی جنگیدند. در سال ۱۹۲۵ نیز زمانی که مصطفی کمال آتاترک تمام تکیه‌ها و خانقاهها را در ترکیه تعطیل کرد، عدهٔ قابل توجهی از سران بکتاشیه به آلبانی کوچ کردند، و امروز کشور کوچک آلبانی در جنوب غربی شبه جزیرهٔ بالکان، پایگاه اصلی طریقت بکتاشیه در جهان به‌شمار می‌آید.

## از سروده‌های فارسی نعیم فراشری
| نوبهارا! دلکش و جان پروری / دختر نازک تن و سیمین بری       |  | {{{2}}} |
| روی خندان طبیعت روی توست / بوی باغ و بوی گلشن بوی توست     |  | {{{2}}} |
| بر زمین ما فرستادت خدا / دستگیرت کرد بهر هر گدا            |  | {{{2}}} |
| بوی یار آید مرا از بوی تو / خوی او باشد پدید از خوی تو     |  | {{{2}}} |
| این زمین مرده از تو یافت جان / زان همی بینم جهان را شادمان |  | {{{2}}} |
| از سماوات آمدی ای نوبهار / تا کنی این خاکدان را لاله زار   |  | {{{2}}} |